# Roy Worters
Roy Worters, född 19 oktober 1900 i Toronto, död 7 november 1957 i Toronto, var en kanadensisk professionell ishockeymålvakt.

## Karriär
Roy Worters inledde sin NHL-karriär med Pittsburgh Pirates säsongen 1925–26 efter att ha spelat de två föregående säsongerna för Pittsburgh Yellow Jackets i United States Amateur Hockey Association. Worters spelade tre säsonger för Pittsburgh Pirates innan han säsongen 1928–29 byttes bort till New York Americans. Första säsongen med Americans blev en stor framgång för Worters då han vann Hart Memorial Trophy som NHL:s mest värdefulle spelare.
Worters spelade för New York Americans under resten av sin spelarkarriär fram till och med säsongen 1936–37. Han gjorde dessutom två korta inhopp med varsin match för NHL-laget Montreal Canadiens samt Quebec Castors i Canadian-American Hockey League. Säsongen 1930–31 vann Worters Vezina Trophy som NHL:s bäste målvakt.
Endast 160 cm lång är Roy Worters den kortaste spelaren som spelat i NHL och under spelarkarriären gick han under smeknamnet Shrimp, "Räkan".
Roy Worters valdes in i Hockey Hall of Fame 1969.

## Statistik
M = Matcher, V = Vinster, F = Förluster, O = Oavgjorda, MIN = Spelade minuter, IM = Insläppta mål, N = Hållna nollor, GIM = Genomsnitt insläppta mål per match
USAHA = United States Amateur Hockey Association, Can-Am = Canadian-American Hockey League

### Grundserie
| Säsong     | Lag                       | Liga       | M   | V   | F   | O  | MIN   | IM   | N  | GIM  |
| ---------- | ------------------------- | ---------- | --- | --- | --- | -- | ----- | ---- | -- | ---- |
| 1918–19    | Parkdale Canoe Club       | OHA-Jr.    | 8   | 7   | 1   | 0  | 480   | 22   | 0  | 2.75 |
| 1919–20    | Toronto Canoe Club        | OHA-Jr.    | 3   | 3   | 0   | 0  | 180   | 14   | 0  | 4.67 |
| 1920–21    | Porcupine Gold Miners     | GBHL       | 10  | 7   | 2   | 1  | 630   | 27   | 0  | 2.57 |
| 1923–24    | Pittsburgh Yellow Jackets | USAHA      | 20  | 15  | 5   | 0  | 1225  | 25   | 7  | 1.23 |
| 1924–25    | Pittsburgh Yellow Jackets | USAHA      | 39  | 25  | 10  | 4  | 1895  | 34   | 17 | 0.81 |
| 1925–26    | Pittsburgh Pirates        | NHL        | 35  | 18  | 16  | 1  | 2145  | 68   | 7  | 1.90 |
| 1926–27    | Pittsburgh Pirates        | NHL        | 44  | 15  | 26  | 3  | 2711  | 108  | 4  | 2.39 |
| 1927–28    | Pittsburgh Pirates        | NHL        | 44  | 19  | 17  | 8  | 2740  | 76   | 10 | 1.66 |
| 1928–29    | New York Americans        | NHL        | 38  | 16  | 12  | 10 | 2390  | 46   | 13 | 1.15 |
| 1929–30    | New York Americans        | NHL        | 36  | 11  | 21  | 4  | 2270  | 135  | 2  | 3.57 |
|            | Montreal Canadiens        | NHL        | 1   | 1   | 0   | 0  | 60    | 2    | 0  | 2.00 |
| 1930–31    | New York Americans        | NHL        | 44  | 18  | 16  | 10 | 2760  | 74   | 8  | 1.61 |
| 1931–32    | New York Americans        | NHL        | 40  | 12  | 20  | 8  | 2459  | 110  | 5  | 2.68 |
| 1932–33    | New York Americans        | NHL        | 47  | 15  | 22  | 10 | 2970  | 116  | 5  | 2.34 |
| 1932–33    | Quebec Castors            | Can-Am     | 1   | 0   | 1   | 0  | 60    | 3    | 0  | 3.00 |
| 1933–34    | New York Americans        | NHL        | 36  | 12  | 13  | 10 | 2240  | 75   | 4  | 2.01 |
| 1934–35    | New York Americans        | NHL        | 48  | 12  | 27  | 9  | 3000  | 142  | 3  | 2.84 |
| 1935–36    | New York Americans        | NHL        | 48  | 16  | 25  | 7  | 3000  | 122  | 3  | 2.44 |
| 1936–37    | New York Americans        | NHL        | 23  | 6   | 14  | 3  | 1430  | 69   | 2  | 2.90 |
| NHL totalt | NHL totalt                | NHL totalt | 484 | 171 | 229 | 83 | 30175 | 1143 | 66 | 2.27 |

### Slutspel
| Säsong     | Lag                       | Liga       | M  | V | F | O | MIN | IM | N | GIM  |
| ---------- | ------------------------- | ---------- | -- | - | - | - | --- | -- | - | ---- |
| 1918–19    | Parkdale Canoe Club       | OHA-Jr.    | 2  | 1 | 1 | 0 | 120 | 6  | 0 | 3.00 |
| 1919–20    | Toronto Canoe Club        | OHA-Jr.    | 7  | 7 | 0 | 0 | 420 | 25 | 0 | 3.57 |
| 1920–21    | Porcupine Gold Miners     | GBHL       | 2  | 0 | 2 | 0 | 120 | 10 | 0 | 5.00 |
| 1923–24    | Pittsburgh Yellow Jackets | USAHA      | 13 | 9 | 3 | 1 | 840 | 12 | 5 | 0.86 |
| 1924–25    | Pittsburgh Yellow Jackets | USAHA      | 8  | 6 | 1 | 1 | 400 | 8  | 1 | 1.20 |
| 1925–26    | Pittsburgh Pirates        | NHL        | 2  | 0 | 1 | 1 | 120 | 6  | 0 | 3.00 |
| 1927–28    | Pittsburgh Pirates        | NHL        | 2  | 1 | 1 | 0 | 120 | 6  | 0 | 3.00 |
| 1928–29    | New York Americans        | NHL        | 2  | 0 | 1 | 1 | 150 | 1  | 1 | 0.40 |
| 1935–36    | New York Americans        | NHL        | 5  | 2 | 3 | 0 | 300 | 11 | 2 | 2.20 |
| NHL totalt | NHL totalt                | NHL totalt | 11 | 3 | 6 | 2 | 690 | 24 | 3 | 2.09 |

## Meriter
- Hart Memorial Trophy – 1928–29
- NHL Second All-Star Team – 1931–32 och 1933–34
- Vezina Trophy – 1930–31
- Invald i Hockey Hall of Fame 1969